# Presidentes del Club Estudiantes de La Plata
Desde su fundación en 1905, cuando un grupo de estudiantes universitarios pensaron en crear un nuevo club en La Plata para poder practicar fútbol, y hasta la elección de 2021, han sido 44 los Presidentes del Club Estudiantes de La Plata elegidos y encargados de ejercer el máximo cargo dirigencial de la institución.
El primero fue el coronel Miguel Gutiérrez, quien antes, curiosamente, también había formado parte durante dos periodos de la directiva del club Gimnasia, tradicional rival de Estudiantes en la ciudad de La Plata.[cita requerida]
El actual presidente de la institución es Juan Sebastián Verón. Asumió el cargo el 6 de abril de 2024, en su tercer y último mandato como presidente del club, que se extenderá hasta 2027.

## Historia

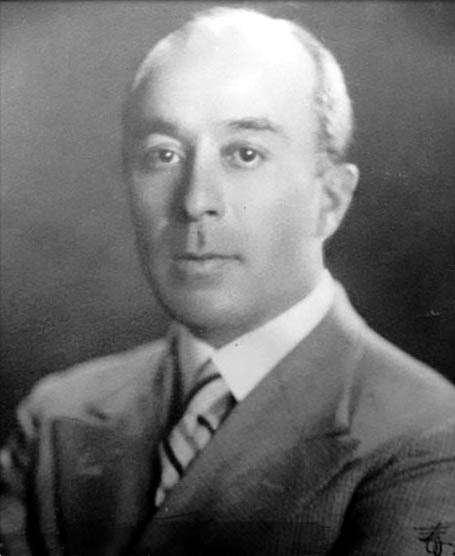
Jorge Luis Hirschi.

Era denominador común en los clubes de principios de siglo XX, que tanto el presidente como otros miembros de la Comisión Directiva fueran, simultáneamente o no, integrantes del equipo de fútbol. En Estudiantes de La Plata, por caso, Jorge Luis Hirschi, quien fue delantero del plantel que logró el ascenso a la máxima categoría, en 1911, y el primer título oficial de la institución (amateur), en 1913, ejerció la presidencia entre 1927 y 1932.
Fue en el cuarto período presidencial del club, con la gestión de Silvestre Oliva en el máximo cargo, entre 1911 y 1912, que se proyectó y construyó la primera platea oficial del actual Estadio Jorge Luis Hirschi, en lo que fue la primera obra de magnitud en las instalaciones del club; también se logró el ascenso a la máxima categoría de la Asociación Argentina de Football, al consagrarse campeón del torneo de Intermedia de 1911.
Ya en la era profesional, en la década de 1940 y bajo la presidencia de Pedro Jorge Osácar, el club obtuvo sus primeras copas nacionales oficiales, la Copa Escobar y la Copa de la República. También se terminó de edificar la actual Sede Social, incorporada en 1935 tras la fusión con el Club Social de La Plata y ampliada e inaugurada en 1946.

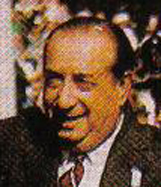
Mariano Mangano.

Durante el segundo mandato de Juan Domingo Perón como Presidente de la Nación, en 1952, la Comisión Directiva que encabezaba el ingeniero César Ferri fue intervenida por problemas extradeportivos originados por disidencias políticas con el Poder Ejecutivo. El club fue acusado de «boicot» contra la «doctrina justicialista» por mantener ocultos en la sede y no repartir entre sus asociados cerca de dos mil ejemplares de un libro de lectura obligatoria en las escuelas de enseñanza media, «La razón de mi vida», autobiografía de quien en ese momento era la primera dama: Eva Duarte de Perón.
La «Comisión Interventora» oficialista, conformada por representantes del Ejecutivo provincial al mando Mario Sbuscio, gobernó el club hasta junio de 1953, cuando los socios de Estudiantes designaron a Raúl Betelú como nuevo presidente.
Mariano Mangano fue quien más años consecutivos ocupó el cargo de presidente del club (Ignacio Ercoli lo presidió once temporadas, pero en dos etapas diferentes), entre 1960 y 1970. Bajo su mandato la institución logró los títulos más importantes de su historia: la Copa Intercontinental; el tricampeonato 1968-69-70 de la Copa Libertadores de América; la Copa Interamericana; y su primer torneo nacional oficial, el Metropolitano 1967. Además fue el artífice de la construcción del Country Club de City Bell, el predio deportivo que el club posee desde la década de 1960 en las afueras de La Plata.
En 1971, tras la presidencia de Mangano y del período futbolístico e institucional más destacado del club, Estudiantes logró la cifra récord de 75.326 socios, la mayor de su historia.
Con el mandato de Raúl Correbo, el club vivió un nuevo ciclo de éxitos en la sección fútbol, al contratar y confiarle la dirección técnica del equipo, nuevamente, a Carlos Salvador Bilardo, que llegaba de dirigir en el fútbol colombiano y había alcanzado, en su etapa anterior en la institución, el subcampeonato en el Nacional 1975. Su gestión presidencial se extendió de 1982 a 1986, logrando dos campeonatos nacionales de forma consecutiva (Metropolitano 1982 -el único dirigido por Bilardo, que tras lograr el título se haría cargo de la Selección Argentina- y Nacional 1983) y la clasificación a las semifinales en la Copa Libertadores 1983, donde sería eliminado por Gremio de Porto Alegre. Además, alcanzó el 3°. puesto en el Campeonato de Primera División 1984.
A lo largo del mandato de Rubén Filipas en el máximo cargo de la institución,  Estudiantes logró nuevamente destacadas participaciones futbolísticas a nivel internacional y se consagró por cuarta vez en su historia campeón de la Copa Libertadores de América, tras 39 años de su anterior título; y finalista de la Copa Sudamericana 2008 y la Copa Mundial de Clubes 2009. También obtuvo el Torneo Apertura 2010, el quinto título oficial de la institución, durante la era profesional, en campeonatos de Primera División.
Con la última reforma estatutaria, votada por los socios en una Asamblea Extraordinaria celebrada en junio de 2011, se resolvió limitar la reelección indefinida del mandato presidencial, pudiendo ejercerse ese cargo, consecutivamente, hasta tres períodos, con la imposibilidad de desarrollar luego ninguna función dirigencial excepto con intervalo de un período.
Un exjugador de fútbol de la institución, Juan Sebastián Verón, quien se impuso en las elecciones de octubre de 2014 con el 75% de los votos, presidió al club durante dos períodos, hasta marzo de 2021, En 2017, en un caso atípico para el fútbol argentino, durante su primer mandato ocupó el máximo cargo institucional mientras se desempeñaba, simultáneamente, como jugador del plantel profesional, en la Copa Libertadores de ese año.
Tras las dos presidencias de Juan Sebastián Verón, en marzo de 2021 asumió el cargo Martín Gorostegui, luego de que la Asamblea General Ordinaria para elegir nuevas autoridades fuera aplazada durante seis meses a raíz de la pandemia de COVID-19. Durante su mandato, la sección fútbol de Estudiantes volvió a obtener un título oficial tras 13 años -la Copa Argentina 2023- y disputó la final de la Supercopa Argentina de esa misma temporada.
El 6 de abril de 2024 fue proclamado nuevamente como presidente de la institución, en Asamblea General Ordinaria de socios, Juan Sebastián Verón, sin que se celebraran eleccciones al no presentarse ninguna lista opositora a la oficialista lista 11 «ADN Estudiantes».

## Comisión Directiva 2024/2027
Actualizado a 2024.
- Presidente: Juan Sebastián VERÓN

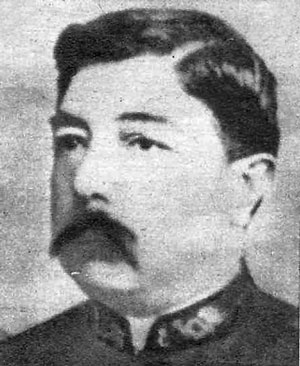
Miguel Gutiérrez, primer presidente.

- Vicepresidentes: Martín GOROSTEGUI, Pascual CAIELLA y Christian Andrés SPAGNOLO
- Vocales Titulares: Juan Martín AIELLO, Miguel Ángel MENNO, Juan Martín ONGAY, Bruno SALOMONE, Lautaro PORTERIE, Guillermo WILLI, Patricio LORENTE, Aldo PODESTÁ, María Laura SERANTES, Javier Tomás PORTA, María Alejandra ZANGARA, Pedro WATZMAN, Juan Martín CEROLINI y Alberto WILLI
- Vocales Suplentes: Héctor NIEVES, Rolando Gabriel GOLDMAN, Adrián D´AMARIO, Mariana LOPISI y Paula ABERASTEGUI
- Revisores de Cuentas Titulares: Alberto Enrique FENOGLIO, Juan Manuel MANESE y Diego GONCALVES DE SOUZA
- Revisores de Cuentas Suplentes: Ramiro SEGOVIA y Ekel OVIEDO

## Cronología de los presidentes
| Presidente         | Años      |
| ------------------ | --------- |
| Miguel Gutiérrez   | 1905      |
| Nazario Robert     | 1906-1908 |
| Carlos Lartigue    | 1909-1910 |
| Silvestre Oliva    | 1911-1912 |
| Felipe Oteriño     | 1912      |
| Agustín Gambier    | 1913-1914 |
| Adolfo Gibert      | 1915      |
| Carlos Lartigue    | 1916      |
| Joaquín Sesé       | 1917      |
| Antonio Márquez    | 1918      |
| Adolfo Gibert      | 1919      |
| Carlos Jaunarena   | 1920      |
| José María Grau    | 1921      |
| Tomás I. Shedden   | 1922      |
| Julio Urdaniz      | 1923-1927 |
| Jorge Luis Hirschi | 1927-1932 |
| José Ernesto Rozas | 1932-1934 |
| Conrado Bauer      | 1934-1937 |
| Manuel María Lavié | 1937-1940 |
| Pedro Osácar       | 1940-1946 |
| Luis María Cánepa  | 1947-1948 |
| Pedro Osácar       | 1949-1951 |
| César Ferri        | 1951-1952 |
| Raúl Caro Betelú   | 1953-1955 |

| Presidente           | Años      |
| -------------------- | --------- |
| César Ferri          | 1955-1957 |
| Víctor Sautel        | 1958-1959 |
| José Bartoli         | 1959-1960 |
| Mariano Mangano      | 1960-1970 |
| Mario Martínez       | 1971      |
| José Bernales        | 1972      |
| Zelindo Lentini      | 1972      |
| Ignacio Ercoli       | 1973-1981 |
| Raúl Correbo         | 1982-1986 |
| Luis María Ferella   | 1986      |
| Nelson Oltolina      | 1986-1990 |
| Ignacio Ercoli       | 1990-1993 |
| José Riccione        | 1993-1995 |
| Daniel De la Fuente  | 1995-1997 |
| Edgardo Valente      | 1997-1999 |
| Guillermo Cicchetti  | 1999-2002 |
| Julio Alegre         | 2002-2005 |
| Eduardo Abadie       | 2005-2008 |
| Rubén Filipas        | 2008-2011 |
| Enrique Lombardi     | 2011-2014 |
| Juan Sebastián Verón | 2014-2021 |
| Martín Gorostegui    | 2021-2024 |
| Juan Sebastián Verón | 2024-     |

### Temporadas en el club
| Presidente           | Años |
| -------------------- | ---- |
| Ignacio Ercoli       | 11   |
| Mariano Mangano      | 10   |
| Pedro Osácar         | 9    |
| Juan Sebastián Verón | 7    |
| Jorge Luis Hirschi   | 5    |